# Nāḩiyat Tallsalḩab
Nāḩiyat Tallsalḩab (arabiska: ناحية تلسلحب, ناحية تل سلحب) är ett subdistrikt i Syrien.   Det ligger i provinsen Hamah, i den västra delen av landet, 200 km norr om huvudstaden Damaskus.
Runt Nāḩiyat Tallsalḩab är det tätbefolkat, med 383 invånare per kvadratkilometer.